# Mason McTavish
Mason McTavish (Zurigo, 30 gennaio 2003) è un hockeista su ghiaccio canadese (ma nato in Svizzera), centro degli Anaheim Ducks (NHL).
McTavish è stato con la 3ª scelta assoluta dagli stessi Ducks nel Draft 2021, per poi debuttare in NHL nello stesso anno. McTavish ha fatto anche parte della nazionale canadese che ha disputato le Olimpiadi invernali del 2022.

## Palmarès

### World Championships U18
- 1 medaglia:
  - 1 oro (Stati Uniti 2021)

### World Junior Championships
- 1 medaglia:
  - 1 oro (Canada 2022)